# Bill Holman
Bill Holman (Olive, 1927. május 21. – Los Angeles, 2024. május 6.) amerikai szaxofonos, zenekarvezető, hangszerelő.

## Pályafutása
Holman a középiskolában tanult tenorszaxofonozni. A Los Angeles-i Westlake College-ban tanult. A Los Angeles-i Kalifornia Egyetemi mérnöki tanulmányai és katonai szolgálata után úgy döntött, hogy nagyzenekaroknak ír zenét. 1951-ben zenét szerzett a Charlie Barnet számára. 1952-től hangszerelőként dolgozott Stan Kenton big bandjében. az 1950-es években zeneszerzőként és hangszerelőként is kulcsfigurája lett a nyugati parti dzsessznek.
Shorty Rogers és Shelly Manne comboiban játszott, majd Mel Lewisszal saját zenekarát vezette. Big bandjét gyakran hívtak meg lemezprodukciókra. Bill Holman a modern dzsessz legtöbb fontos sztárjával és együttesével dolgozott: Louie Bellson, Count Basie, Terry Gibbs, Woody Herman, Bob Brookmeyer, Buddy Rich, Gerry Mulligan, Doc Severinsen, stb. Írt dalokat olyan énekeseknek, mint Anita O’Day, Sarah Vaughan, Tony Bennett, Carmen McRae, Judy Garland, Ella Fitzgerald, Mel Tormé, Michael Bublé, June Christy, Natalie Cole és a The Fifth Dimension.

## Lemezválogatás
- Jive for Five (1958) + Jimmy Rowles, Wilfred Middlebrooks, Mel Lewis
- Bill Holman Meets the Norwegian Radio Big Band (1987) + Atle Hammer
- A View from the Side (1995)
- Brilliant Corners (1997)
- Live (2004)
- Carl Saunders: The Lost Bill Holman Charts (2007)

## Filmzene
- Swamp Woman (1956)
- Get Out of Town (1959)
- Three on a Coach (1966)

## Díjak
- 2010: NEA Jazz Masters − (National Endowment for the Arts)
- Down Beat Poll

Grammy-díjak:
- 1987: Take the "A" Train, Best Arrangement on an Instrumental
- 1996: „A View from the Side”, Best Instrumental Composition
- 1999: „Straight, No Chaser”, Best Instrumental Arrangement

## Fordítás
Ez a szócikk részben vagy egészben  a   Bill Holman című német Wikipédia-szócikk ezen változatának fordításán alapul.  Az eredeti cikk szerkesztőit annak laptörténete sorolja fel. Ez a jelzés csupán a megfogalmazás eredetét és a szerzői jogokat jelzi, nem szolgál a cikkben szereplő információk forrásmegjelöléseként.